# Disturbis antisemites a Oujda i Jerada de 1948
Els disturbis antisemites a Oujda i Jerada de 1948, aquesta última coneguda com a Djerada, esdevingueren el 7 i 8 de juny de 1948, a les ciutats d'Oujda i Jerada, al nord-est del protectorat francès del Marroc. En aquests esdeveniments 43 jueus i una francès van ser assassinats i aproximadament 150 foren ferits a les mans dels musulmans locals.
Les autoritats franceses van argumentar que els disturbis eren "absolutament localitzats" a Oujda i Jerada, i que havia estat "la migració en si mateixa, i no està molt estesa la animositat contra els jueus, el que havia espurnejat la ira musulmana".

## Esclat
René Brunel, el comissionat francès per a la regió d'Oujda, va afirmar que els disturbis van començar quan un barber jueu va tractar de creuar a Algèria portant explosius, Brunel va escriure que aquesta atmosfera s'havia "sobreescalfat" com a resultat del "pas clandestí per la frontera d'un gran nombre de joves sionistes de totes les regions del Marroc intenta marxar a Palestina via Algèria." El ministeri francès d'afers exteriors va assenyalar que l'emigració jueva d'Oujda a Palestina irritava significativament la població musulmana local, assenyalant que "és característic que els que estan en aquesta regió propera a la frontera amb Algèria considerin que tots els Jueus marxin com a combatents d'Israel". Alphonse Juin, Resident General al Marroc, va assenyalar que "la sortida clandestina dels jueus a Palestina va encendre la ira ja inflamada per agitadors professionals"
També s'ha suggerit que els disturbis van ser provocats per un discurs antisionista del sultà Mohammed V relatiu a la Guerra araboisraeliana de 1948, tot i que altres suggereixen que el discurs del sultà es va centrar en assegurar la protecció dels jueus del Marroc.

## Disturbis
Els disturbis van començar a Oujda, que era en aquells dies el principal centre de trànsit per l'emigració sionista del Marroc, donada la seva proximitat a la frontera amb Algèria (Algèria era aleshores part de la França metropolitana), en la que 5 jueus van morir i 30 van resultar ferits en l'espai de tres hores abans que arribés l'exèrcit. Els aldarulls multitudinaris a la veïna ciutat minera de Jerada foren encara més violentes, amb 39 morts.